# Xã English, Quận Iowa, Iowa
Xã English (tiếng Anh: English Township) là một xã thuộc quận Iowa, tiểu bang Iowa, Hoa Kỳ. Năm 2010, dân số của xã này là 1.615 người.